# Lars Thylander
Lars Thylander (født 11. august 1962 i Charlottenlund) er en dansk erhvervsmand og ejendomsinvestor. Han er tidligere CEO og nu bestyrelsesformand i Thylander Gruppen.
Lars Thylander køber, udvikler og sælger ejendomme i Danmark og Tyskland gennem Thylander Gruppen. Han entrerede ejendomsbranchen i 1983 og grundlagde Thylander Gruppen i 1986. Op gennem 1980’erne og 1990’erne har Lars Thylander købt og solgt en række bemærkelsesværdige bygninger og ejendomsselskaber i Danmark. Herunder bygninger på Strøget og i Bredgade i København, ligesom han har formidlet kontrollerende aktieposter i Ejendomsselskabet Norden A/S og Det Københavnske Ejendomssocietet A/S.
I 2006 stod Thylander Gruppen i spidsen for det syndikat, der købte og solgte den berømte Scala (København)-bygning. I 2014 blev Thylander Gruppen ledet af Lars Thylander ny hovedaktionær i Sophienberg Ejendomsudvikling, der derefter skiftede navn til Sophienberg Gruppen. Derudover forvalter Thylander Gruppen i dag ti ejendomsfonde, der investerer i danske ejendomme.
I 2007 blev Lars Thylander kåret til årets ejendomsprofil i magasinet Erhvervsejendomme.
I Lars Thylanders portefølje er også restaurationen af Vandflyverhangaren i Holmen i 2001. Dorte Mandrup-Poulsens nye version af den gamle bygning blev nomineret til den prestigefyldte Mies van der Rohe Award og modtog Træprisen samt priser fra København Kommune og Kulturministeriet.
I 2005 foretog Lars Thylander sin første investering i det tyske ejendomsmarked via virksomheder som EI Invest Berlin I A/S. Porteføljen blev senere solgt i 2013.
 Der er for få eller ingen kildehenvisninger i denne artikel, hvilket er et problem. Du kan hjælpe ved at angive troværdige kilder til de påstande, som fremføres i artiklen.